# Chlorogonium parvula
Chlorogonium parvula là một loài tảo trong họ Chlamydomonadaceae, thuộc chi Chlorogonium.